# Giorgio Maria Martinelli
Giorgio Maria Martinelli (9. května 1655, Brusimpiano – 2. listopadu 1727, Rho) je italský římskokatolický duchovní a zakladatel kongregace Misionářů oblátů ze Rho.

## Život
Narodil se 9. května 1655 v Brusimpianu.
Své náboženské vzdělání získal v klášteře v Claru. Stal se zde řeholníkem a byl jmenován prefektem svatyně v Aroně a rektorem koleje.
Poté, co se 2. ledna 1714 usadil ve Rhu, zahájil zde po souhlasu arcibiskupa Benedetta Erba Odescalchiho své evangelizační dílo založením komunity Misionářů oblátů ze Rho. Účelem kongregace bylo moralizovat lid kázáním a duchovními cvičeními zaměřenými např. na Pannu Marii Bolestnou, jejíž kult měli za úkol šířit. Kongregace oblátů ve skutečnosti existovala již dříve, protože ji v roce 1578 schválil sám Karel Boromejský, ale misijní větev založil právě Martinelli. Z jeho iniciativy byla také založena mariánská svatyně a školící středisko oblátů Collegium Rhaudense.
Své kongregaci nařídil např. přísnou doktrínu založenou na vytrvalém studiu pramenů křesťanské literatury všech dob.
Zemřel 2. listopadu 1727 ve Rhu. Jeho tělo je uloženo ve svatyni kongregace.

## Proces svatořečení
Jeho proces svatořečení byl zahájen roku 1924 v milánské arcidiecézi. Dne 7. července 1977 uznal papež Pavel VI. jeho hrdinské ctnosti.

## Dílo
- Cammino della salute, Miláno, 1715
- Le vie dello Spirito, Benátky, 1727